# Moulis-en-Médoc
Moulis-en-Médoc är en kommun i departementet Gironde i regionen Nouvelle-Aquitaine i sydvästra Frankrike. Kommunen ligger i kantonen Castelnau-de-Médoc som tillhör arrondissementet Lesparre-Médoc. År 2022 hade Moulis-en-Médoc 1 917 invånare.

## Befolkningsutveckling
Antalet invånare i kommunen Moulis-en-Médoc
Referens:INSEE